# Trump Tower Baku
Trump Tower Baku (колишня назва — ZQAN Tower) — висотна будівля в місті Баку, столиці Азербайджану. Вежа, досягнувши у висоту 130 метрів, увійшла до п'ятірки найвищих будівель Азербайджану.
Головний архітектор проекту — Тогрул Русланогли.

## Історія
Будівництво готелю почалося у 2008 році. У червні 2009 року фундамент будівлі вже був повністю готовий, і в липні того ж року почали з'являтися перші поверхи фасаду. До кінця 2011 року бетонний каркас будівлі був добудований, почалося скління екстер'єру. У 2015 році всі зовнішні роботи з оздоблення фасаду були завершені.

## Місцезнаходження
Будівля знаходиться в Баку на перетині центральних столичних магістралей (проспект Гейдара Алієва, проспект Бабека, вулиця Юсіфа Сафарова). За 350 метрів на північ від вежі знаходиться нещодавно збудований Культурний центр Гейдара Алієва. Найближча станція метро — станція Хатаї — за 840 метрів на південний схід від висотки.

## Проект
Будівля складається з 33 наземних поверхів і має висоту 130 метрів. Стилістично її відносять до архітектурного футуризму. Геометрично висотка являє собою дві півкола, з'єднані по довжині діаметра під прямим кутом, утворюючи на стику з'єднання ребро будівлі. Для освітлення застосовуються LED-екрани, розміщені вздовж ребра і півколових країв будівлі.

## Галерея

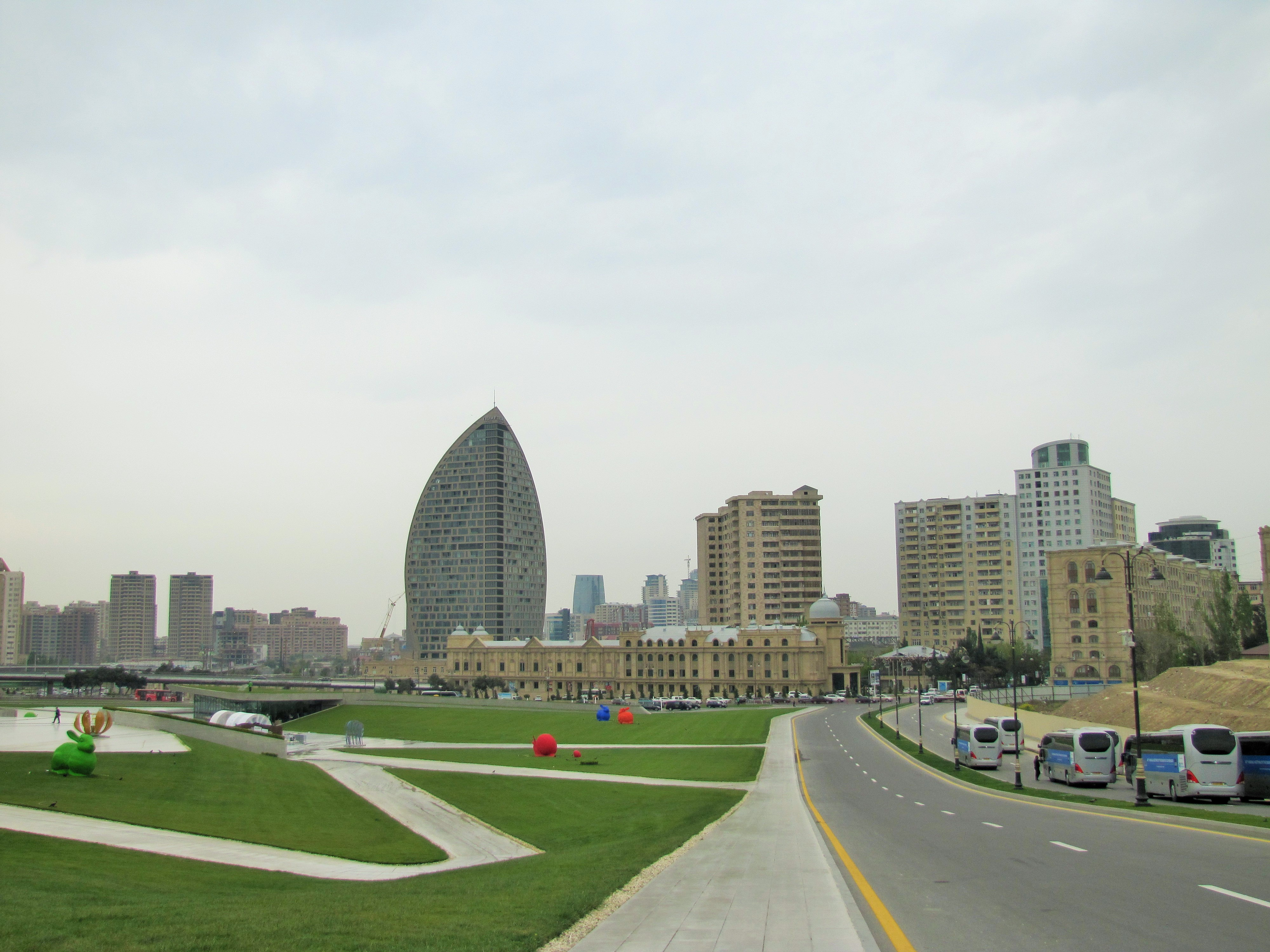